# 川越清以
川越 清以（かわごえ きよとも）は、日本の物理学者。理学博士。ILC戦略会議の委員。

## 略歴
- 1981年 : 東京大学理学部物理学科卒業
- 1986年 : 東京大学大学院理学系研究科物理学専攻博士課程修了
- 1986年 : 日本学術振興会 特別研究員
- 1988年 : 日本学術振興会 海外特別研究員
- 1989年 : 東京大学理学部 助手
- 1994年 : 神戸大学理学部 助教授
- 2006年 : 神戸大学大学院自然科学研究科（現：理学研究科物理学専攻） 教授
- 2012年 : ILC戦略会議 委員
- 2013年 : ILC立地評価会議 共同議長